# Visual Basic for Applications
Visual Basic for Applications, VBA, är en begränsad version av programspråket Visual Basic som levereras av Microsoft tillsammans med andra program som Excel och AutoCAD för att skriva makron. Makron används till en del för att automatisera processer som upprepas ofta, och till en del för att skapa egna tillämpningsprogram. För enkla uppgifter kan man skapa makron genom att använda en inspelningsfunktion, som sparar allt användaren gör som VBA-instruktioner. Den spelar in exakt vad som görs och sparar de kommandona i ett makro som man sedan kan köra för att återupprepa de utförda uppgifterna. Mer avancerade makron kan inte spelas in, men det fungerar bra för enklare uppgifter, som till exempel cellformatering i Excel.

## Användargränssnitt i VBA
I VBA kan man skapa mer avancerade dataprogram, där ett användargränssnitt ingår. Ett eget användargränssnitt kan skapas i VBA utvecklingsmiljön genom att skapa en så kallad UserForm. En UserForm är ett fönster, där man kan placera olika kontroller, till exempel kommandoknappar, menyer och listor. Interaktionen med användargränssnittet hanteras med hjälp av VBA kommandon.